# Chloropoea pseudepiprotea
Chloropoea pseudepiprotea är en fjärilsart som beskrevs av Jackson 1951. Chloropoea pseudepiprotea ingår i släktet Chloropoea och familjen praktfjärilar. Inga underarter finns listade i Catalogue of Life.